# Dennison (Minnesota)
Dennison es una ciudad ubicada en el condado de Goodhue en el estado estadounidense de Minnesota. En el Censo de 2010 tenía una población de 212 habitantes y una densidad poblacional de 65,07 personas por km².

## Geografía
Dennison se encuentra ubicada en las coordenadas 44°24′32″N 93°1′49″O / 44.40889, -93.03028. Según la Oficina del Censo de los Estados Unidos, Dennison tiene una superficie total de 3.26 km², de la cual 3.26 km² corresponden a tierra firme y (0%) 0 km² es agua.

## Demografía
Según el censo de 2010, había 212 personas residiendo en Dennison. La densidad de población era de 65,07 hab./km². De los 212 habitantes, Dennison estaba compuesto por el 92.45% blancos, el 4.72% eran afroamericanos, el 0% eran amerindios, el 0% eran asiáticos, el 0% eran isleños del Pacífico, el 0% eran de otras razas y el 2.83% pertenecían a dos o más razas. Del total de la población el 1.42% eran hispanos o latinos de cualquier raza.